# María Teresa del Canto
María Teresa del Canto, född 1898, död 1987, är en chilensk politiker.
Hon var utbildningsminister 1952–1953. 